# Theorie der ethischen Gefühle
Theorie der ethischen Gefühle (engl. The Theory of Moral Sentiments) ist ein erstmals 1759 in London in zwei Bänden veröffentlichtes philosophisches Werk von Adam Smith. Er erklärt darin umfassend, aus welchen Gründen es den Menschen möglich sei, füreinander das Gefühl des Mitgefühls zu empfinden.

## Inhalt und Bedeutung
Smith erläutert ausführlich seine Konzeption vom Wesen des Menschen. Darauf baut er die These auf, dass moralische Regeln die Mittel sind, um dieses Wesen in der Wirklichkeit zu praktizieren. Zur Beschreibung der Zusammenhänge konstruiert Smith eine fiktive Figur: den „unparteiischen Beobachter“ (the impartial spectator).
Smith geht von der sensiblen Kommunikation der Menschen aus, die sich gegenseitig beobachten, wenn sie miteinander umgehen. In diesem Umgang wird den Menschen durch Erfahrung vermittelt, dass sich die Moral aus der Ähnlichkeit des gegenseitigen Empfindens von Lust, Leid, Pflichtgefühl u. a. ergibt. Die Handlungsweise eines Menschen wird nach Smith in diesem Umgang miteinander dann gebilligt (d. h. in seinem Urteil über das Handeln angenommen), wenn sie auf anständigen und rechtmäßigen Motiven beruht – nicht aber deshalb, weil sie für die Menschen einfach nur von Nutzen ist.
Der Umstand, dass sich die Menschen gegenseitig nach ihren Vorstellungen, also fiktiv, beobachten, treibt sie dazu, sich anständig zu verhalten oder dies zumindest nach außen hin vorzugeben. Für ein tatsächliches Verhalten, welches als recht und billig angesehen wird, müssen sie allerdings ihre Eigenliebe überwinden. In der Konstruktion des unparteiischen Beobachters wird bei Smith ein Begründungsinhalt in einer „Kollektivgestalt“ geschaffen, die entscheidet, was als „fair und anständig“ anzunehmen ist. Dieser Begründungsinhalt manifestiert einen common sense (einen gesunden Menschenverstand), einen Standpunkt, den die Menschen als gemeinsame Basis akzeptieren, sodass dieser fiktive Beobachter in seiner Haltung nicht als Außenstehender wirkt.
Während das Prinzip der Sympathie dem Menschen ermöglicht, die Motive des anderen zu billigen oder nicht zu billigen, erlaubt ihm der unparteiische Beobachter, seine eigenen Motive und sein eigenes Verhalten einer moralischen Bewertung zu unterziehen. Während Sympathie als Fundament der Smith'schen Moraltheorie gesehen werden kann und die Frage beantwortet, welches Prinzip bestimmte Handlungen, Motive etc. als moralisch gut erscheinen lässt, ist der unparteiische Beobachter das Kriterium für Moral und beantwortet die Frage: Welches Verhalten verdient moralische Billigung? Allerdings wird nach Smith dieser Vorstellung nur dann eine bestimmte Geltung zukommen, wenn der Mensch auch den Willen zur Empathie aufbringt, sich in die Rolle des anderen zu versetzen, dem die Sympathie entgegengebracht werden soll.

## Rezeption
Die Theorie der ethischen Gefühle machte Smith weit über Schottland hinaus berühmt. Gelehrte von Kant bis Voltaire bewunderten das Werk. Lord Townshend (1700–1764), später Schatzkanzler des seit 1751 mit Schottland vereinigten Königreichs, engagierte Smith als Privatlehrer für seinen Stiefsohn, den Herzog von Buccleuch. Wem in Zukunft ein ganzes Land anvertraut werde, der müsse über außergewöhnliche charakterliche Eigenschaften, moralisches Urteilsvermögen und umfassende Bildung verfügen. Smith nahm das lukrative Angebot an, legte sein Amt an der Universität nieder und begleitete den jungen Herzog 1764 auf der Grand Tour durch Kontinentaleuropa.
Die Verhaltensökonomie versucht heute, das Menschenbild der Ökonomie (vgl. Homo oeconomicus) mit dem der Psychologie (wieder) zu verbinden. Smiths Werk beschäftigt sich mit den Motivationen der Menschen, einem Thema, das der modernen Volkswirtschaftslehre abhandengekommen ist. Phänomene wie eine starke Gegenwartspräferenz oder Selbstüberschätzung, die bereits in diesem Werk angedeutet wurden, werden heute verstärkt mit empirischen Methoden untersucht (vgl. Experimentelle Ökonomik).
Auch die Idee der Verlustaversion ist in dem Werk zu finden; sie wurde später von der Prospect Theory aufgegriffen.

## Editionen
- 1759, 1. Auflage
- 1761, 2. Auflage (online bei archive.org)
- 1767, 3. Auflage (online bei archive.org)
- 1774, 4. Auflage (Erweiterter Titel: „An essay towards an analysis of the principles by which men naturally judge concerning the conduct and character, first of their neighbours, and afterwards of themselves“)
- 1781, 5. Auflage (online bei archive.org)
- 1791, 6. Auflage (letzte von eigener Hand, postum veröffentlicht)
  - Band I online
  - Band II online
  - Band III online
- 1770, erste deutsche Übersetzung der 3. Auflage als Theorie der moralischen Empfindungen durch Christian Günther Rautenberg, Braunschweig
- 1791, Deutsch von Ludwig Gotthard Kosegarten, Leipzig (2 Bde.)
  - Band I online
- 2004, Deutsch von Walther Eckstein. Felix Meiner, Hamburg zuerst 1926, ISBN 3-7873-1671-X (Einleitung)

## Notizen
1. ↑  Deutsche Erstausgabe: Nachdruck 1759 in Düsseldorf; als Theorie der moralischen Empfindungen 1770 in Braunschweig; der vollständige englische Titel lautet: The Theory of Moral Sentiments, or an essay towards an analysis of the principles, by which men naturally judge concerning the conduct and chararacter, first of their neighbours and afterwards of themselves
2. ↑  Christoph Helferich: Geschichte der Philosophie: Von den Anfängen bis zur Gegenwart und Östliches Denken. Springer-Verlag, 2016, ISBN 978-3-476-00760-5, S. 202.
3. ↑  Heinz D. Kurz (Gastbeitrag in der FAZ): Der unsterbliche Schotte (faz.net vom 6. Mai 2023)
4. ↑  Beck, Hanno: Behavioral Economics: Eine Einführung. Springer-Verlag, 2014. S. 9.
5. ↑  über alle größeren dt. öfftl. Bibliotheken via Kundendaten am eigenen Arbeitsplatz einsehbar